# Microsoft Adventure
Microsoft Adventure est un jeu vidéo d’aventure développé par Gordon Letwin et publié par Microsoft en 1979 sur TRS-80 et Apple II. Il est réédité par IBM en en 1981 sur IBM PC et est alors le seul jeu disponible sur cette nouvelle plate-forme. Il s’agit d’une adaptation sur micro-ordinateur du jeu Colossal Cave Adventure développé dans les années 1970 sur un ordinateur central PDP-10 par William Crowther puis Don Woods. L’adaptation est programmé en langage machine par Gordon Letwin. Celui-ci travaille à l’époque pour Microsoft mais développe le jeu en tant qu’indépendant, par l’intermédiaire de sa propre société. L’objectif du jeu est d’explorer un gigantesque souterrain, composé de plus de 130 pièces, afin de trouver des trésors qu’il faut ensuite ramener à la surface. Pour progresser dans les souterrains, le joueur utilise des commandes directionnelles et interagit avec son environnement par l’intermédiaire d’une interface en ligne de commande qui accepte des commandes composée d'un ou deux mots, comme par exemple « prendre clés » ou « allumer lampe »,.